# Jez pod zámkem
Jez pod zámkem byl postaven v říčním km 13,1 na řece Rokytné v Moravském Krumlově v okrese Znojmo. Vodní dílo bylo kulturní památkou České republiky v období 1958–1987.

## Popis
Jez byl postaven jako vzdouvací dílo pro potřebu vodního mlýna o pěti složeních. V blízkosti mlýna byla olejna a pivovar se sladovnou. Od roku 1930 je zmiňován mlýn a elektrárna.
Jez je nízká pevná zděná stavba vedená šikmo na tok řeky. Vlastní těleso jezu a podjezí je tvořeno kamenným záhozem. Přelivová plocha byla zalita betonem a boční křídla jsou vyzděná kamenem. Jez je dlouhý 43 m a čtyři metry vysoký. Jez využívala malá vodní elektrárna, ve které byla v roce 1930 instalována jedna Francisova turbína o výkonu 8 kW.